# Biochemical Systematics and Ecology
Biochemical Systematics and Ecology — оглядовий науковий журнал, що охоплює проблеми  хемотаксономії та екології. Tony Swain, який був одним з перших редакторів журналу Phytochemistry, в 1973 р. започаткував сестринський журнал Biochemical Systematics, який у наступному році було переіменовано на Biochemical Systematics and Ecology.

## Ресурси Інтернету
- Офіційний сайт